# Kaprifolfjädermott
Kaprifolfjädermott (Alucita hexadactyla) är en fjärilsart som beskrevs av Carl von Linné 1758. Kaprifolfjädermott ingår i släktet Alucita och familjen mångfliksmott, (Alucitidae). Enligt den finländska rödlistan är arten sårbar i Finland. Arten är reproducerande i Sverige. Artens livsmiljö är parker, gårdsplaner och trädgårdar. Inga underarter finns listade i Catalogue of Life.

## Bildgalleri

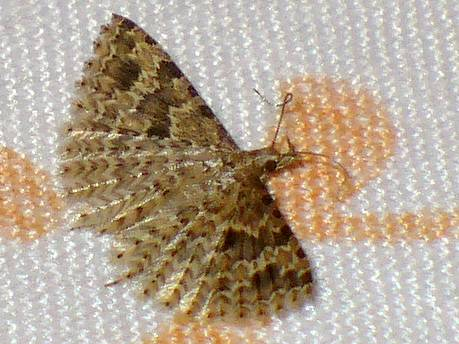
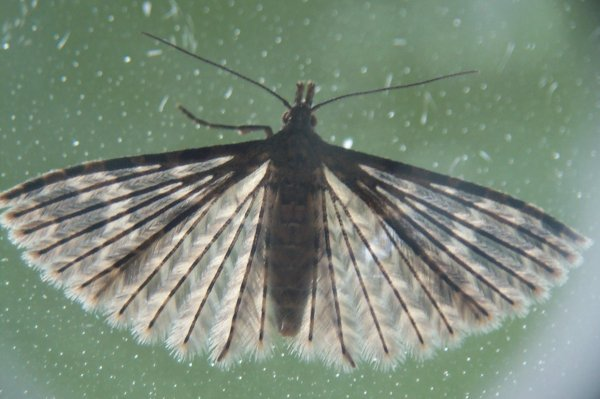
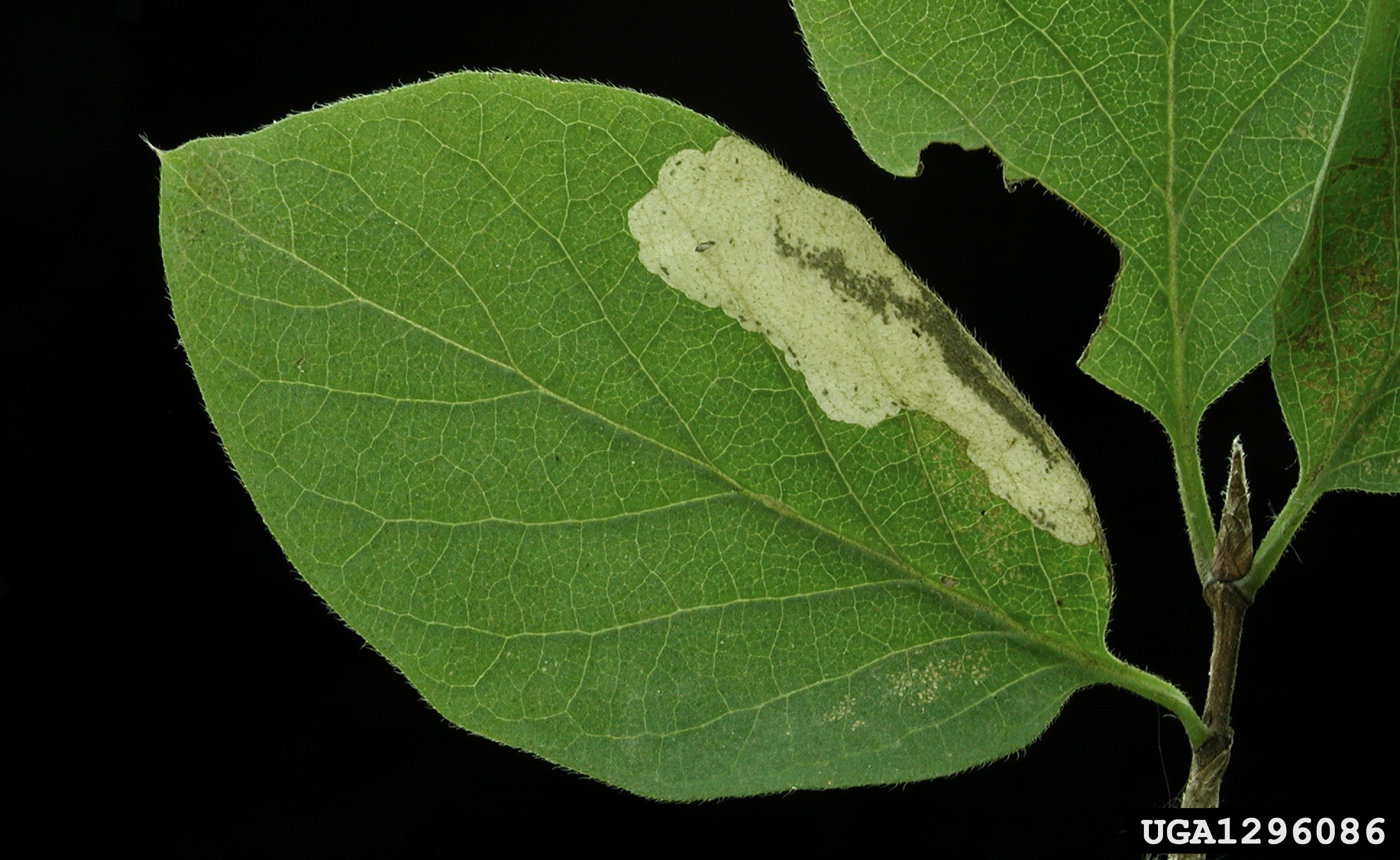
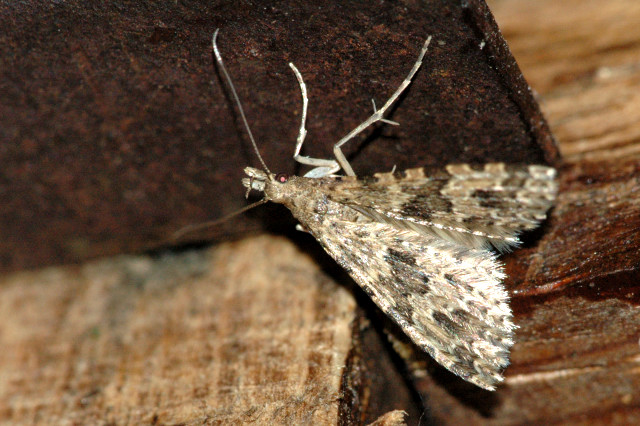
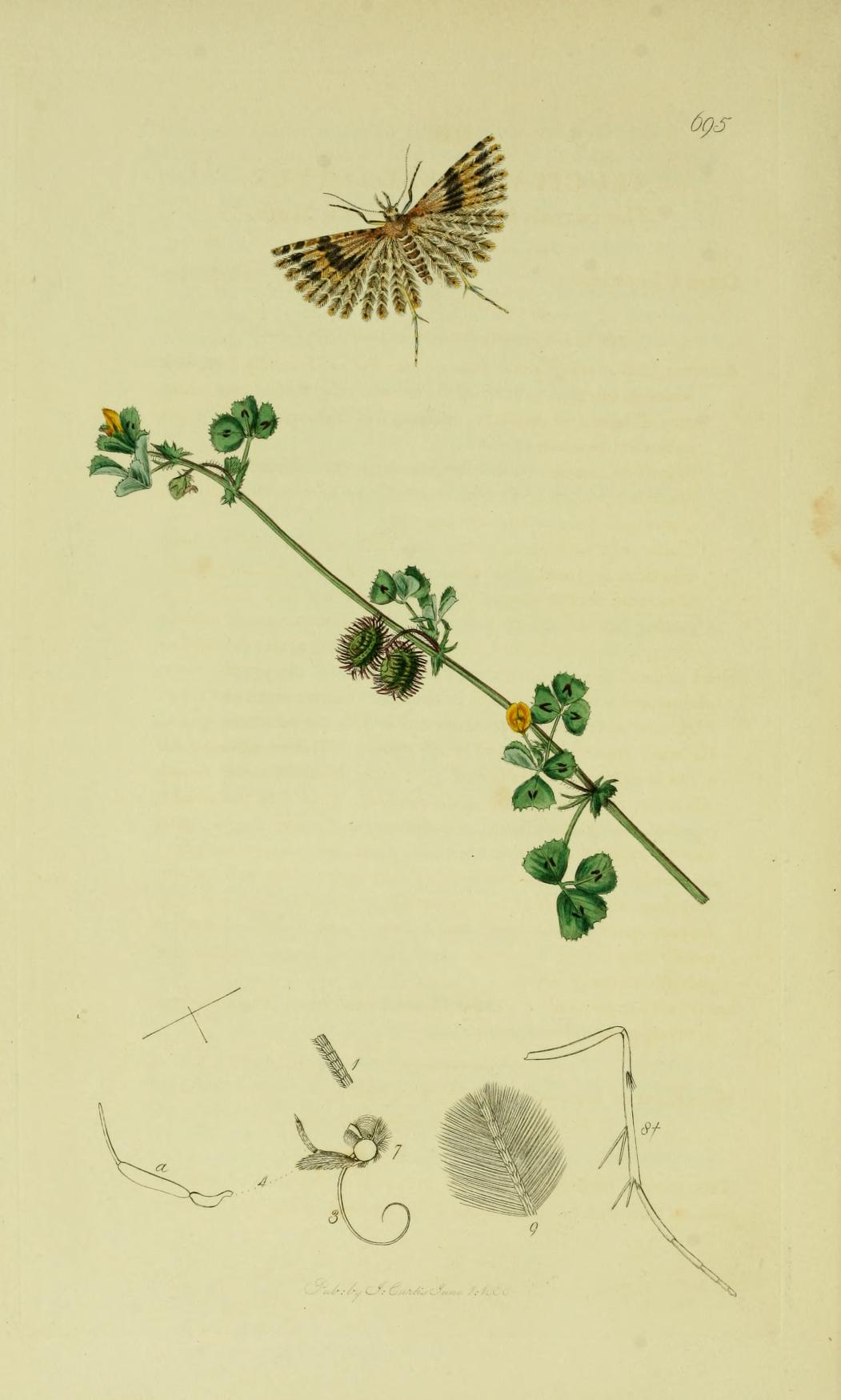
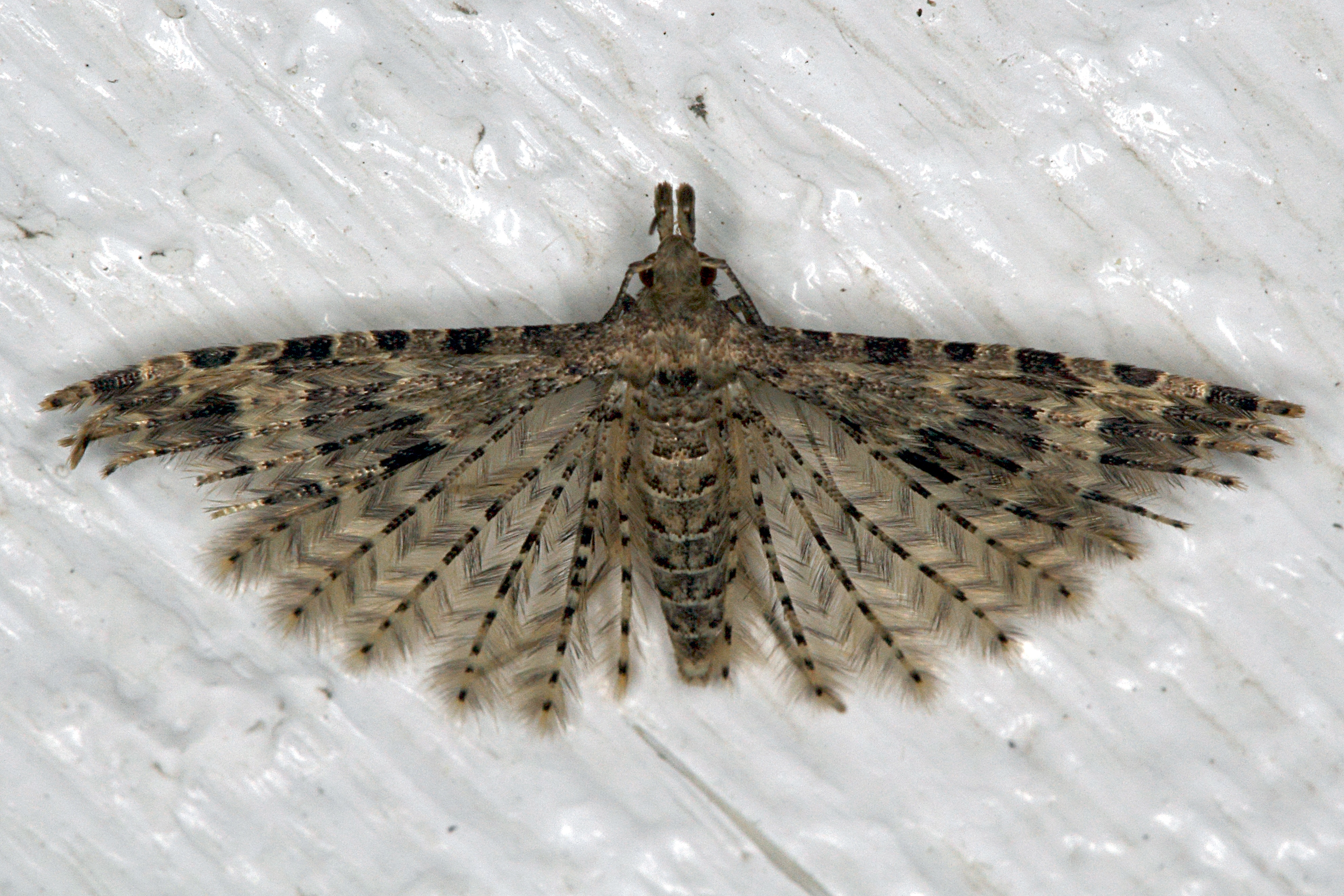